# Unhinged
Unhinged är en amerikansk thriller från 2020 regisserad av Derrick Borte.

## Handling
En man som tidigare dödat människor blir arg på en kvinna i trafiken då hon tutar på honom för att han står i vägen i en kö på en väg. Som hämnd jagar han sedan henne och ser till att det blir en kamp på liv och död.

## Rollista (i urval)
- Russell Crowe – Tom Cooper, en mentalt instabil person som mördar
- Caren Pistorius – Rachel Flynn, utsedd till offret av Tom Cooper
- Gabriel Bateman – Kyle Flynn, son till Rachel
- Jimmi Simpson – Andy, vän till Rachel
- Austin P. McKenzie – Fred, bror till Rachel
- Juliene Joyner – Mary, Freds flickvän
- Stephen Louis Grush – Leo, man på bensinstation
- Anne Leighton – Deborah Haskell
- Michael Papajohn – Homer
- Lucy Faust – Rosie
- Devyn Tyler – Fru Ayers
- Samantha Beaulieu
- Andrew Morgado – Richard Flynn